# Pedra Grande (kommun)
Pedra Grande är en kommun i Brasilien.   Den ligger i delstaten Rio Grande do Norte, i den östra delen av landet, 1 800 km nordost om huvudstaden Brasília. Antalet invånare är 3 521.
Omgivningarna runt Pedra Grande är huvudsakligen savann. Runt Pedra Grande är det glesbefolkat, med 19 invånare per kvadratkilometer.